# Бредлі Біл
Бредлі Еммануель Біл (англ. Bradley Emmanuel Beal, нар. 28 червня 1993 року в Сент-Луїсі, штат Міссурі, США) – американський професійний баскетболіст, що виступає за команду Вашингтон Візардс з Національної баскетбольної асоціації (НБА). В студентські роки грав за "Флорида Гаторс" перед тим, як бути обраним "Візардс" під 3-м загальним вибором на Драфті НБА 2012 року. Біл був обраний в першу Збірну новачків НБА 2013 року, та двічі на Матч усіх зірок НБА.

## Шкільна кар'єра
Біл відвідував Підготовчу школу коледжу Шаміне в Сент-Луїсі, штат Міссурі. Він змагався за США на Чемпіонаті світу ФІБА 2010 серед юнаків до 17 років, та виграв цей турнір, набираючи в середньому 18 очок за гру. На додачу до цього Бредлі був обраний до Збірної турніру та отримав нагороду Найціннішого гравця. Протягом останнього курсу старшої школи Біл набирав у середньому 32,5 очка, 5,7 підбирання та 2,8 передачі за гру. Наприкінці сезону він був відзначений нагородою "Mr. Show-Me Basketball" 2011 року, за якою його визнали найкращим баскетболістом середньої школи штату Міссурі. Також він був відзначений нагородою "Gatorade National Player of the Year" 2011 року.

## Студентська кар'єра
30 листопада 2009 року Біл вступив до університету Флориди. Він отримав спортивну стипендію для вступу в учбовий заклад, де він грав за команду "Гаторс" тренера Біллі Донована протягом сезону 2011-12. У своїй першій грі Біл вийшов у старті і записав в актив 14 очок. Бредлі був визнаний Першокурсником тижня SEC 28 листопада 2011 р. Протягом цього тижня Біл набирав у середньому 18,5 очок, 7 підбирань, 2 передачі та 1,5 перехоплення у двох перемогах над універститетами Райт-Стейт і Джексонвіль.
Біл продовжив вигравати п'ять додаткових нагород Першокурсник тижня SEC та був обраний до складу Збірної першокурсників SEC та до першої Збірної All-SEC. Бредлі закінчив сезон, набираючи в середньому 14,8 очка за гру. Він також допоміг своїй команді просунутися до Елітної Вісімки в турнірі NCAA, але згодом вони програли Луїсвіллю.

## Професійна кар'єра

### Вашингтон Візардс

#### Сезон 2012-13

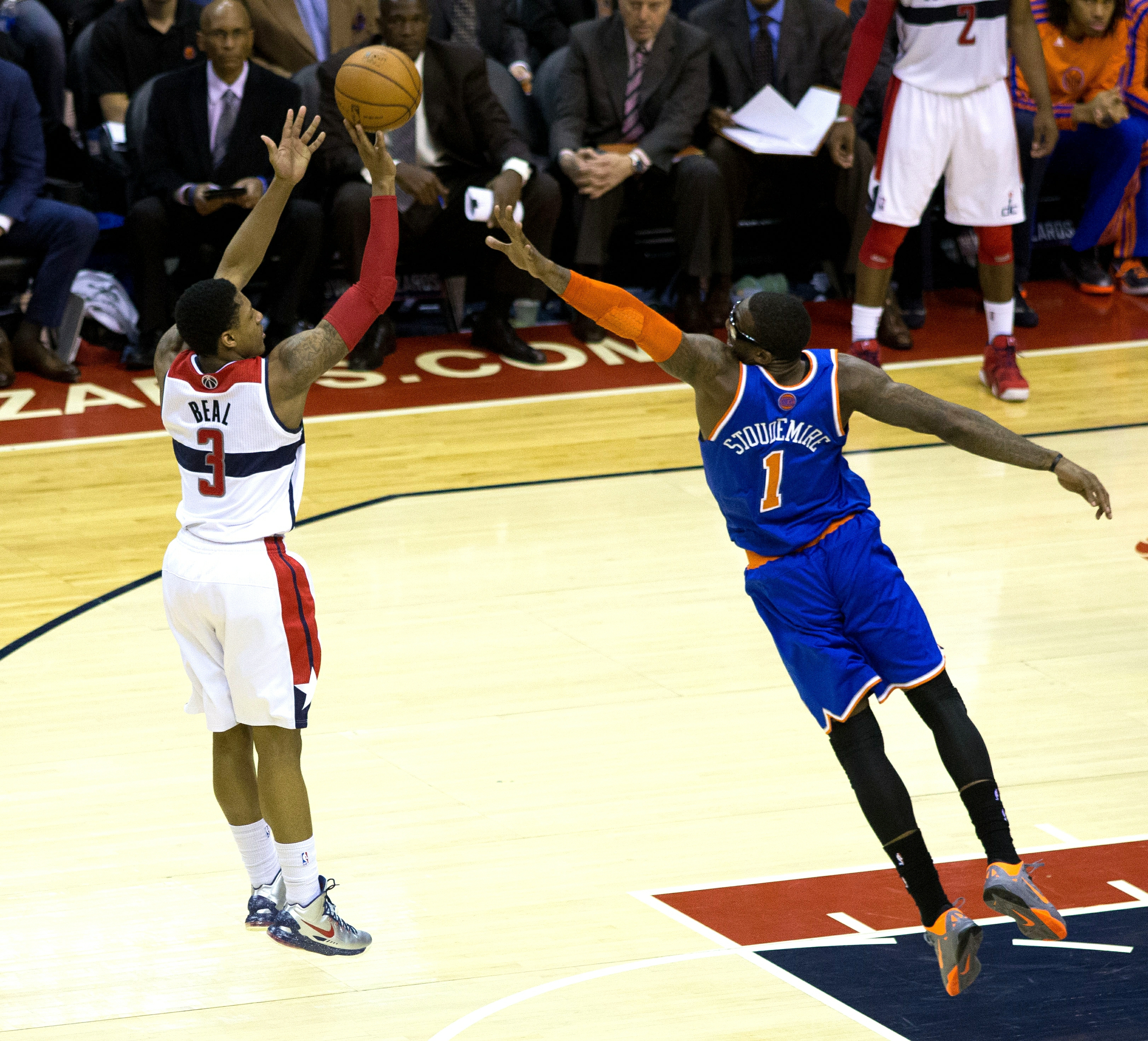
Біл у грі проти Нью-Йорк Нікс в 2013 році

13 квітня 2012 року Біл оголосив про участь у Драфті НБА, відмовившись від останніх трьох років навчання в коледжі. 28 червня 2012 року Біл був обраний під 3-м загальним піком на Драфті НБА 2012 року командою "Вашингтон Візардс".
Біл був визнаний Новачком місяця Східної конференції у грудні 2012 року та січні 2013 року. 4 січня 2013 року у грі проти "Бруклін Нетс" Бредлі набрав на той момент найбільші в кар'єрі 24 очки і забив триочковий кидок у "клатчі", перевівши гру в другий овертайм; "Візардс" програли цю гру. 17 січня Біл забив найбільші в кар'єрі 6 триочкових кидків в програній грі з "Сакраменто Кінгз". Далі він був обраний для участі у Матчі висхідних зірок НБА 2013 року.
3 квітня 2013 року було оголошено, що Біл пропустить решту сезону 2012–2013 років через травму правої ноги. Наприкінці сезону, провівши 56 ігор, він був призначений до Збірної новачків НБА та фінішував третім у голосуванні за нагороду Новачок року НБА.

#### Сезон 2013-14
10 листопада 2013 року Біл перевершив кар'єрний рекорд, набравши 34 очки в програшній грі з Оклахома-Сіті Тандер в овертаймі. Пізніше він встановив нову відмітку свого особистого рекорду, набравши 37 очок у кар'єрі, програвши Мемфіс Грізліс. Бредлі фінішував на другому місці в Конкурсі триочкових кидків на Матчі вихідних зірок НБА 2014 року в Новому Орлеані, програвши Марко Белінеллі. На той момент Біл був наймолодшим учасником змагань в історії конкурсу. 29 квітня 2014 року Бредлі з "Чарівниками" переміг Чикаго Буллз у першому раунді плей-офф Східної конференції, перенісши команду у другий раунд, подвигу, якого франшиза не досягла з 2005 року.

#### Сезон 2014-15

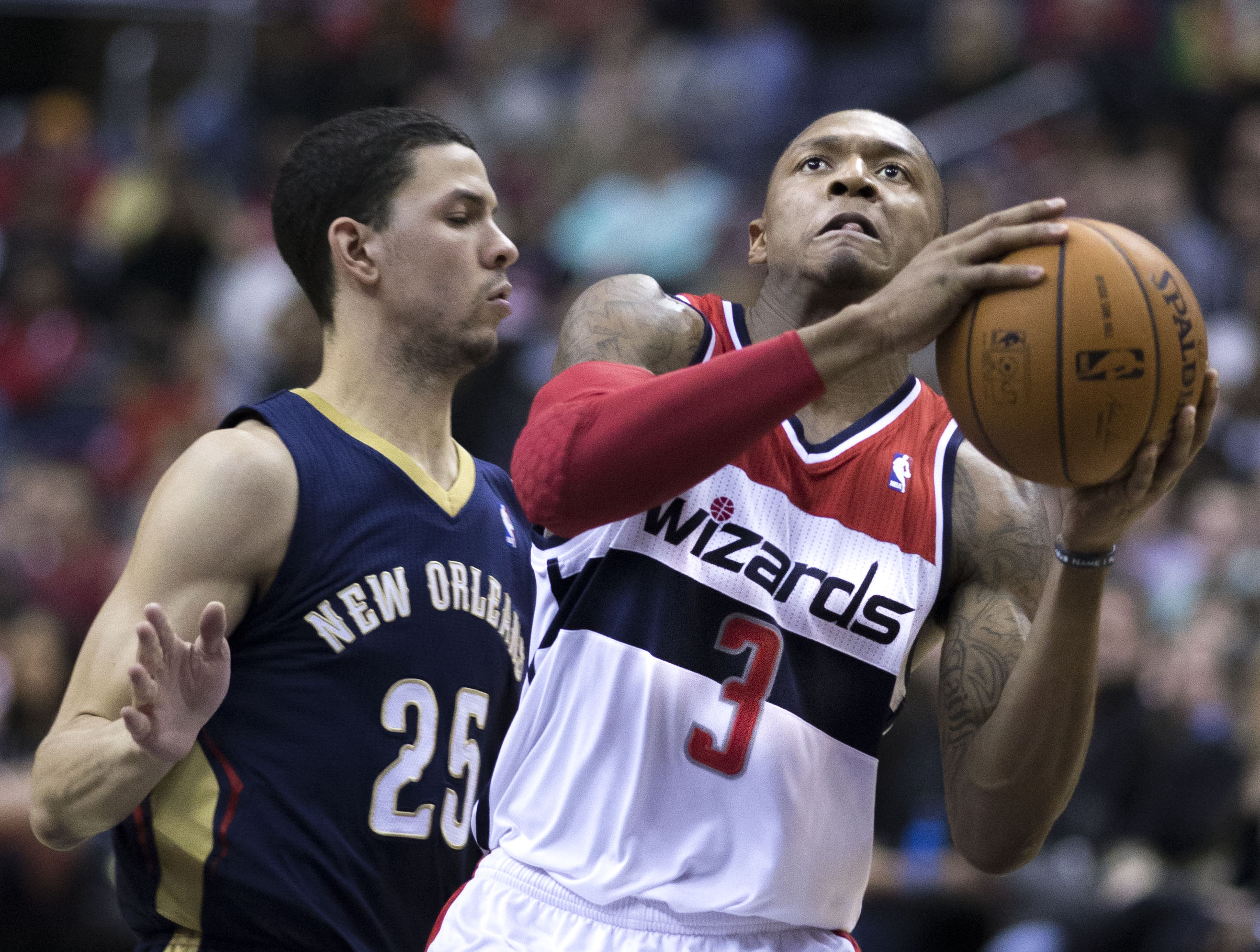
Біл в грі з Нью-Орлінс Пеліканс в 2014 році

11 жовтня 2014 року Біл пройшов МРТ, яка виявила незміщений перелом лопатоподібної кістки лівого зап'ястя, що вимагав хірургічного втручання. Це передбачало його відсутність на паркеті протягом шести-восьми тижнів. Пропустивши перші дев'ять ігор сезону через травму, Бредлі дебютував у сезоні 19 листопада проти Даллас Маверікс.
За трохи менше, ніж 26 хвилин з лави запасних він зафіксував найвищий командний показник в 21 очко, а також 3 підбирання, 3 передачі та 1 перехоплення, програвши 102-105. Біл забив переможний кидок "під сирену" 10 грудня проти Орландо Меджик. Залишившись на годиннику 0,8 секунди, тренер Ренді Віттман склав схему заслону для Біла після передачі Андре Міллера, що знівелювало спроби Орландо перевести гру в овертайм. Він закінчив гру з 9 очками, 3 підбираннями, 3 передачами та 1 блокуванням у перемозі 91-89.
5 лютого Біл поранив великий палець ноги і пізніше був відсторонений від ігор невизначений час після того, як наступні тести виявили легку стресову реакцію в правій малогомілковій кістці. Він пропустив вісім ігор через це пошкодження, та повернувся до гри 28 лютого в матчі проти Детройта, набравши 8 очок за 32 хвилини на паркеті, і Візардс перервали серію програшних шести матчів перемогою 99-95.
У першій грі півфінального поєдинку Чарівників проти Атланти Гокс 3 травня Біл набрав найбільші у плей-офф 28 очок, незважаючи на розтягнення щиколотки на початку четвертої чверті, допомігши своїй команді перемогти "Яструбів" 104-98. У 4-й грі серії 11 травня Бредлі перевершив свій попередній рекорд у плей-офф із 34 очками, програвши "Гокс", котрі зрівняли рахунок у серії 2-2. "Чарівники" програли цю серію "Яструбам" у шести іграх.

#### Сезон 2015-16
4 листопада 2015 року Біл набрав найвищі в грі 25 очок і здійснив переможний триочковий кидок за 0,3 секунди до кінця гри, що дозволило "Візардс" перемогти Сан-Антоніо Сперс з рахунком 102-99. У Бредлі сезон 2015-16 був повен травм, оскільки він пропустив три гри в середині листопада з травмою плеча, та 16 матчів між 11 грудня та 11 січня з травмою нижньої частини правої ноги. На початку березня він ще раз опинився поза грою, пропустивши три гри з вивихом таза. У 2015–16 роках він грав у 55 іграх, із них 35 у старті, що стало найнижчим його показником у кар'єрі за сезон, але зафіксував рекордні для себе 17,4 очка за гру.

#### Сезон 2016-17

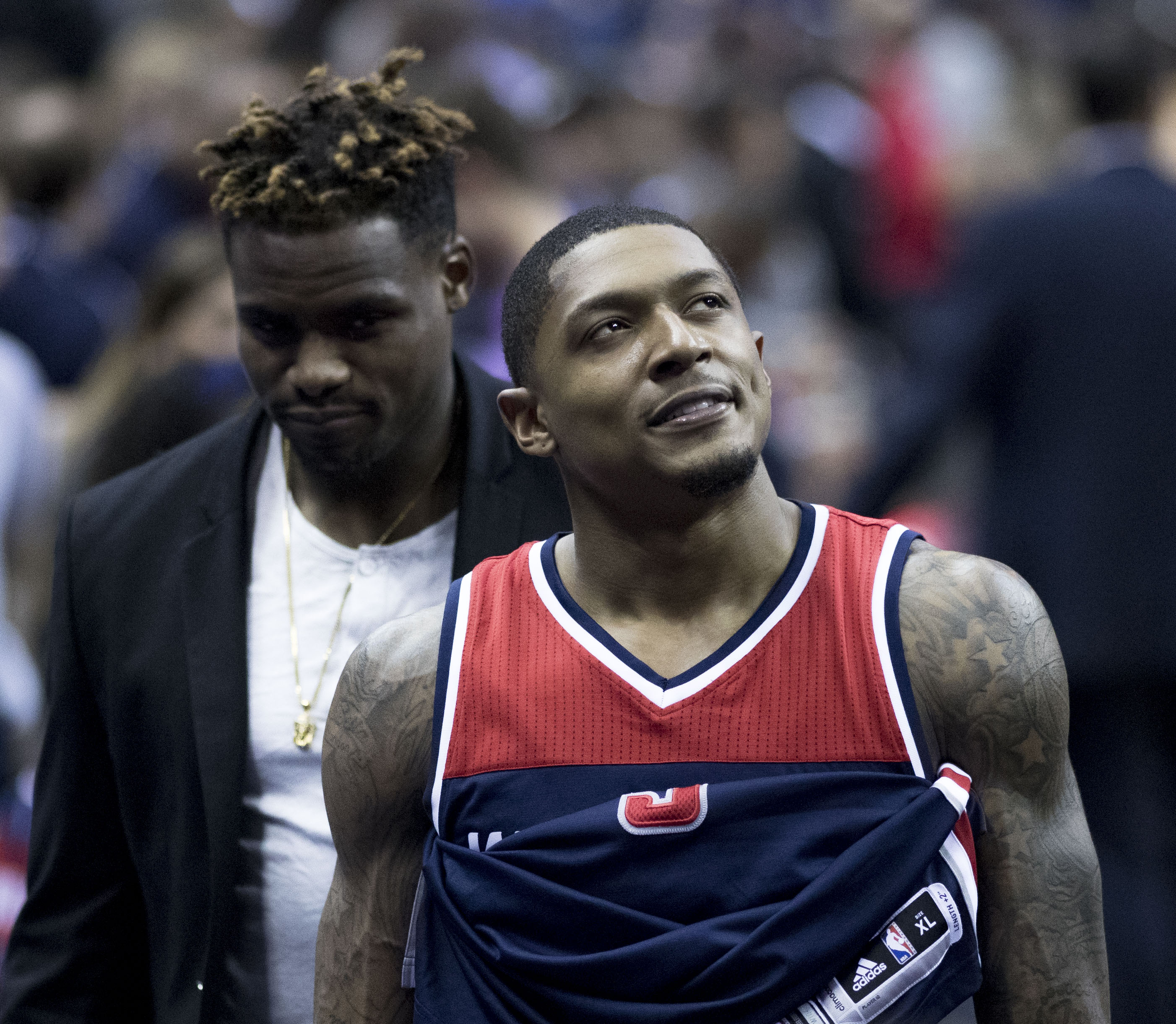
Біл у грі з Клівленд Кавальєрс в 2017 році

26 липня 2016 року Біл підписав новий контракт із "Чарівниками". 19 листопада 2016 року він набрав 34 очки в поразці від Маямі Гіт 114-111. Через два дні він провів більше 30-ти матчів поспіль вперше за свою п’ятирічну кар’єру, зафіксувавши рекордні для себе 42 очки у перемозі над Фінікс Санз 106–101. 27 листопада його оштрафували на 15 000 доларів за те, що він схопив за горло Евана Фурньє під час гри "Візардс" проти Орландо Меджик двома днями раніше. 28 листопада Бредлі набрав 31 очко і забив рекордні у кар'єрі 7 триочкових в перемозі над Сакраменто Кінгз з рахунком 101-95.
14 грудня він забив 20 очок і віддав набйльші у кар'єрі дев'ять передач у перемозі над Шарлотт Горнетс з рахунком 109-106. З двома влучними триочковими кидками 16 грудня проти Детройт Пістонс, Біл досяг 501 кар'єрних триочкових влучань і став третім гравцем "Чарівників", що забив 500 і більше кидків з-за дуги, приєднавшись до Гілберта Арінаса та Антауна Джемісона.
18 грудня він здобув 41 очко в перемозі над Лос-Анджелес Кліпперс 117-110. 6 лютого 2017 року Бредлі мав ще один 41-очковий здобуток у програші Клівленд Кавальєрс 140–135 в овертаймі. 24 лютого 2017 року він набрав 40 очок, програвши Філадельфії Севенті Сіксерс 120–112, записавши в актив четверту гру в 40 і більше очок у сезоні. 29 березня 2017 року Біл набрав 27 очок, програвши Лос-Анджелес Кліпперс 133–124. Під час гри Біл перевершив командний рекорд Гілберта Арінаса за триочковими влучаннями в одному сезоні. До кінця гри він забив 5 проти "Кліпперс", що дозволило йому мати в активі 209 точних триочкових за сезон - Арінас мав 205 у 2004–05 та 2006–07. Біл приєднався до Кевіна Дюранта і Вінса Картера як єдиних гравців в історії НБА, яким було 23 роки або молодше, коли вони мали відсоток влучання з-за триочкової лінії 40% або більше.
12 травня 2017 року Біл допоміг "Чарівникам" уникнути вильоту та довести серію до 7-ї гри у другому раунді плей-офф проти Бостон Селтікс, заробивши 33 очки в перемозі 92-91 у 6-й грі. Через 7 днів у грі 7 Біл очолив "Візардс" - команду, яка грала в першій 7-й грі серії плей-офф з 1979 року - з 38 очками, у тому числі 24 у другому таймі, але він не зміг привести їх до перемоги, оскільки вони програли 115-105 та покинули плей-офф із поразкою у серії 4–3.

#### Сезон 2017-18
1 листопада 2017 року Біл набрав найбільші за сезон (нав той час) 40 очок, програвши Фінікс Санз 122–116. 20 листопада 2017 року, в перемозі над Мілвокі Бакс із рахунком 99–88, Бредлі набрав 23 очки і став наймолодшим гравцем в історії НБА, який досяг 700 забитих триочкових кидків. 5 грудня 2017 року він набрав 51 очко під час перемоги над Портленд Трейл-Блейзерс 106-92, що стало його новим кар'єрним максимумом. Він влучив 5 триочкових і забив рекордний 21 кидок з гри.
31 грудня 2017 року Біл набрав 17 із 39 очок у четвертій чверті, та привів Вашингтон до перемоги над Чикаго Буллз 114-110. У четвертому періоді він набрав 15 очок, коли "Чарівники" відігралися з дефіциту у 8 очок на початку періоду. Бредлі також мав 9 підбирань і повторив власний кар'єрний рекорд з 9 передачами. Згодом Біл був визнаний гравцем тижня Східної конференції за ігри, що проводились з понеділка, 25 грудня по неділю, 31 грудня.
23 січня 2018 року Біл вперше був обраний на Матч усіх зірок НБА. Через два дні він записав 41 очко в поразці 121-112 від Оклахома-Сіті Тандер. 4 березня 2018 року він заробив 22 очки та оновив кар'єрний максимум, віддавши 11 передач, в програшній грі з Індіаною Пейсерз 98–95. 14 березня 2018 року він набрав 34 очки у перемозі в подвійному овертаймі 125–124 над Бостон Селтікс. У 2017–18 роках Біл оформив 21-й сезон із 1800 та більше очок в історії команди. У 3-й грі серії першого раунду плей-офф "Візардс" проти Торонто Репторз Бредлі набрав 21 із 28 очок у першій половині, та допоміг своїй команді скоротили дефіцит у серії до 2-1 із перемогою 122-103. У грі 4 Біл набрав 31 очко, перемігши 106–98, що допомогло Вашингтону зрівняти рахунок у серії 2–2. "Чарівники" програли серію в шести іграх, незважаючи на 32 очки Бредлі в поразці 102:-92 у грі 6.

#### Сезон 2018-19
20 жовтня 2018 року Біл набрав 32 очки, забивши 6 з 11 триочкових спроб, програвши Торонто Репторз 117-113. Він побив рекорд франшизи у Вашингтоні з найбільшої кількості влучних кидків з-за триочкової лінії у кар'єрі, перевершивши показники Гілберта Арінаса (868), влучивши свій 869-й у четвертій чверті.
14 листопада Бредлі набрав 20 очок і записав три триочкових кидки у перемозі над Клівленд Кавальєрс з рахунком 119-95. Біл оформив свій 900-й влучний триочковий кидок в першій чверті, ставши наймолодшим гравцем в історії НБА, що досяг цього.
26 листопада він повторив свій сезонний максимум у 32 очки в перемозі 135-131 в овертаймі над Г'юстон Рокетс. 5 грудня Біл встановив свій новий максимум у поточному сезоні - 36 очок у перемозі 131–117 над Атлантою Гокс. Згодом він був визнаний гравцем тижня Східної конференції за ігри, що проводились з понеділка 3 грудня по неділю 9 грудня. 22 грудня Бредлі оформив свій перший трипл-дабл у кар'єрі з 40 очок, найвищих в кар'єрі 15-ти передач та 11-ти підбирань у перемозі над Фінікс Санз 149-146 в потрійному овертаймі.
13 січня Біл здобув другий трипл-дабл у сезоні, зібравши найбільші в сезоні 43 очки, 15 передач, а також 10 підбирань у програшній грі з рахунком 140-138 проти "Репторс" в подвійному овертаймі. Він приєднався до Оскара Робертсона як єдиного гравця в історії НБА з кількома іграми за сезон з показниками в 40 очок, 15 передач та 10 підбирань - Робертсон провів три такі гри в сезоні 1961–62. 22 лютого Бредлі набрав найбільші у сезоні 46 очок, програвши Шарлотт Горнетс 123-110.
Біл закінчив лютий, маючи в середньому найвищі у кар'єрі 30,9 очка, з відсотком влучань з гри 52,2%. 15 березня він набрав 40 очок, програвши "Горнетс" 116-110. На другий день Бредлі оформив 40 очок в другій грі поспіль, влучивши рекордні в кар'єрі дев'ять триочкових у перемозі над Мемфіс Ґріззліс на 135-128. Згодом він був визнаний гравцем Тижня Східної конференції за ігри, що проводились з понеділка 11 березня по неділю 17 березня. У квітні 2019 року Біл став першим гравцем в історії франшизи з не менші як 2000 очками, 400 підбираннями та 400 передачами за сезон. Він також став першим гравцем в історії франшизи "Візардс", який в середньому мав статистику з принаймні 25 очок, 5 підбирань і 5 передач, з'явившись у всіх 82 іграх другий сезон поспіль.

#### Сезон 2019-20
17 жовтня 2019 року Біл підписав дворічне продовження контракту вартістю максимум 72 мільйони доларів, залишившись у "Візардс". 30 жовтня 2019 року Біл записав 46 очок і 8 передач, програвши Г'юстон Рокетс 159–158. У листопаді Біл набрав 44 очки в двох послідовних іграх, програвши Бостон Селтікс та перемігши Міннесоту Тімбервулвз відповідно.
23 лютого 2020 року Біл набрав найвищі на той час у кар'єрі 53 очки, програвши Чикаго Буллз 126-117. Під час гри Бредлі також посунув Джеффа Мелоуна з другого місця у списку гравців з найбільшою кількістю очок в історії франшизи. Наступного дня він знову перевершив свій кар'єрний рівень, на цей раз забивши 55 очок у програшній грі в овертаймі з Мілвокі Бакс 140-137.
Біл став першим гравцем, який набрав 50 і більше очок у двох іграх поспіль після Кобі Браянта в 2007 році. 28 лютого Біл набрав 42 очки разом з 10 передачами, програвши Юті Джаз 119–129. Загалом, у лютому він набирав у середньому вражаючих 36,2 очка за гру, що дозволило йому очолити лігу за цим показником. Сюди входила серія, в якій Бредлі набрав щонайменше 26 очок у 21 грі поспіль, і закінчилася вона 8 березня, коли Біл набрав 23 очки, програвши Маямі Гіт із рахунком 100-89. Через 2 дні він записав 39 очок і 7 передач у перемозі 122–115 проти Нью-Йорк Нікс - своєї останньої гри перед раптовою призупинкою сезону НБА 2019–20.
На момент призупинення Біл з'явився у 57 іграх, за які мав в середньому 30,5 очка та 6,1 передачі. Його 30,5 очок за гру дозволили йому обійняти друге місце за цим показником в НБА цього сезону, поступаючись лише статистиці Джеймса Гардена.
7 липня 2020 року Вашингтон Візардс оголосили, що Біл не братиме участі у перезапуску сезону НБА 2019-20 у Walt Disney World в Орландо через травму плеча.

## Статистика
|  | Очолював лігу за показником |

### НБА

#### Регулярний сезон
| Сезон            | Команда          | GP  | GS  | MPG   | FG%  | 3P%  | FT%  | RPG | APG | SPG | BPG | PPG  |
| ---------------- | ---------------- | --- | --- | ----- | ---- | ---- | ---- | --- | --- | --- | --- | ---- |
| 2012–13          | Вашингтон        | 56  | 46  | 31.2  | .410 | .386 | .786 | 3.8 | 2.4 | .9  | .5  | 13.9 |
| 2013–14          | Вашингтон        | 73  | 73  | 34.7  | .419 | .402 | .788 | 3.7 | 3.3 | 1.0 | .2  | 17.1 |
| 2014–15          | Вашингтон        | 63  | 59  | 33.4  | .427 | .409 | .783 | 3.8 | 3.1 | 1.2 | .3  | 15.3 |
| 2015–16          | Вашингтон        | 55  | 35  | 31.1  | .449 | .387 | .767 | 3.4 | 2.9 | 1.0 | .2  | 17.4 |
| 2016–17          | Вашингтон        | 77  | 77  | 34.9  | .482 | .404 | .825 | 3.1 | 3.5 | 1.1 | .3  | 23.1 |
| 2017–18          | Вашингтон        | 82  | 82  | 36.3  | .460 | .375 | .793 | 4.4 | 4.5 | 1.2 | .4  | 22.6 |
| 2018–19          | Вашингтон        | 82  | 82  | 36.9* | .475 | .351 | .808 | 5.0 | 5.5 | 1.5 | .7  | 25.6 |
| 2019–20          | Вашингтон        | 57  | 57  | 36.0  | .455 | .353 | .842 | 4.2 | 6.1 | 1.2 | .4  | 30.5 |
| 2020–21          | Вашингтон        | 60  | 60  | 35.8  | .485 | .349 | .889 | 4.7 | 4.4 | 1.2 | .4  | 31.3 |
| Кар'єра          | Кар'єра          | 605 | 571 | 34.7  | .456 | .377 | .820 | 4.1 | 4.0 | 1.1 | .4  | 22.0 |
| Матчі усіх зірок | Матчі усіх зірок | 3   | 1   | 21.7  | .496 | .433 | .000 | 1.0 | 2.3 | 1.0 | .0  | 17.0 |

#### Плейофф
| Сезон   | Команда   | GP | GS | MPG  | FG%  | 3P%  | FT%  | RPG | APG | SPG | BPG | PPG  |
| ------- | --------- | -- | -- | ---- | ---- | ---- | ---- | --- | --- | --- | --- | ---- |
| 2014    | Вашингтон | 11 | 11 | 41.6 | .424 | .415 | .796 | 5.0 | 4.5 | 1.6 | .6  | 19.2 |
| 2015    | Вашингтон | 10 | 10 | 41.8 | .405 | .365 | .831 | 5.5 | 4.6 | 1.6 | .7  | 23.4 |
| 2017    | Вашингтон | 13 | 13 | 38.8 | .471 | .287 | .820 | 3.3 | 2.7 | 1.6 | .6  | 24.8 |
| 2018    | Вашингтон | 6  | 6  | 36.0 | .454 | .467 | .870 | 3.3 | 2.8 | 1.2 | .3  | 23.2 |
| Кар'єра | Кар'єра   | 40 | 40 | 39.9 | .440 | .363 | .823 | 4.4 | 3.7 | 1.6 | .6  | 22.7 |

### Коледж
| Сезон   | Команда | GP | GS | MPG  | FG%  | 3P%  | FT%  | RPG | APG | SPG | BPG | PPG  |
| ------- | ------- | -- | -- | ---- | ---- | ---- | ---- | --- | --- | --- | --- | ---- |
| 2011–12 | Флорида | 37 | 37 | 34.2 | .445 | .339 | .769 | 6.7 | 2.2 | 1.4 | .8  | 14.8 |

## Особисте життя
Біл - син Боббі та Бести Біл, має чотирьох братів: Брендона, Брюса, Байрона та Брайона. Всі четверо грали або зараз грають у студентський американський футбол: Брендон грав на місці тайт-енда в Університеті Північного Іллінойса; Брюс грав на позиції атакуючого лайнмена в Університеті штату Алабама; а Брайон і Байрон грали відповідно на позиціях атакуючого та оборонного лайнменів в Університеті Лінденвуда.
Репер Неллі, що є другом сім'ї, ходив разом із Бредлі до школи.
Біл та його дружина Камія Адамс мають двох спільних синів. У серпні 2020 року він продав свій особняк площею 12000 квадратних футів у французькому провінційному стилі в Маклейні, Вірджинія за 3,5 мільйона доларів співзасновнику &pizza, підприємцю Стіву Салісу.

## Зовнішні посилання
- Статистика ігрової кар'єри і профіль гравця на NBA.comта Basketball-Reference.com

- Washington Wizards bio [Архівовано 5 жовтня 2020 у Wayback Machine.]
- Florida Gators bio [Архівовано 8 січня 2021 у Wayback Machine.]